# Provincia di Zarumilla
La provincia di Zarumilla è una provincia del Perù, situata nella regione di Tumbes.

## Capitale e data di fondazione
Zarumilla - 17 novembre del 1942

## Superficie e popolazione
- 745,13 km²
- 36 669 abitanti (nel 2005)

## Confini
Confina a nord con l'oceano Pacifico; a sud e a est con l'Ecuador, e a ovest con la provincia di Tumbes.

## Geografia antropica

### Suddivisioni amministrative
È divisa in quattro distretti (comuni)
- Zarumilla
- Aguas Verdes
- Matapalo
- Papayal